# Arizona Cardinals
Arizona Cardinals, är ett professionellt amerikansk fotbollslag från Phoenix, Arizona, USA. Cardinals spelar i National Football League (NFL) som medlemmar i National Football Conference west division. Laget spelar sina hemmamatcher i State Farm Stadium i Glendale, nordväst om Phoenix. Arenan har en kapacitet på 63 400 åskådare och invigdes 2006.

## Tidigare namn
Laget hette ursprungligen Chicago Cardinals (1920-59) därefter St Louis Cardinals (1960-87), Phoenix Cardinals (1988-93) och från och med 1994 det nuvarande namnet

## Hemmaarena
University of Phoenix Stadium  i Glendale, en förort till Phoenix med en kapacitet av 63 000 åskådare, som vid speciella tillfällen kan utökas till 73 000, invigd 2006. 

## Tävlingsdräkt
- Hemma: Röd tröja med vit text, röda/vita byxor med röd-vita revärer
- Borta: Vit tröja med röd text, röda/vita byxor med röd-vita revärer
- Hjälm: Vit med röd/svart fågelhuvud på sidorna

## Mästerskapsvinster
1 – (1947 som Chicago Cardinals)

## Super Bowl
Nummer XLIII 2009 förlust mot Pittsburgh Steelers